# Gazélec Football Club Ajaccio Volley-Ball 2016-2017
Questa voce raccoglie le informazioni riguardanti il Gazélec Football Club Ajaccio Volley-Ball nelle competizioni ufficiali della stagione 2016-2017.

## Organigramma societario
Area direttiva
- Presidente: Antoine Exiga

Area tecnica
- Allenatore: Frédéric Ferrandez
- Allenatore in seconda: Nikolaï Kratchkovsky

## Rosa
| N° | Nome                | Ruolo | Data di nascita  | Nazionalità sportiva |
| -- | ------------------- | ----- | ---------------- | -------------------- |
| 1  | Jean-François Exiga | L     | 9 marzo 1982     | Francia              |
| 2  | Toafa Takaniko      | P     | 29 maggio 1985   | Francia              |
| 3  | Maxime Bussière     | C     | 2 settembre 1987 | Francia              |
| 4  | Leonardo Cruz       | S     | 10 marzo 1982    | Brasile              |
| 5  | Brett Dailey        | C     | 11 novembre 1983 | Canada               |
| 6  | Florian Lacassie    | S     | 16 novembre 1990 | Francia              |
| 7  | Giōrgos Petreas     | C     | 16 novembre 1986 | Grecia               |
| 8  | Ludovic Castard     | S/O   | 18 gennaio 1983  | Francia              |
| 9  | Filip Stoilović     | S     | 11 ottobre 1992  | Serbia               |
| 10 | Nikola Mijailović   | S     | 8 marzo 1989     | Serbia               |
| 13 | Daniel Petrov       | P     | 7 luglio 1991    | Francia              |
| 14 | Tommi Siirilä       | C     | 8 maggio 1993    | Finlandia            |
| 15 | Sylvain Morgado     | S     | 30 gennaio 1997  | Francia              |
| 18 | Jovica Simovski     | S/O   | 17 novembre 1982 | Macedonia del Nord   |